# Knee Lake Airport
Knee Lake Airport är en flygplats i Kanada.   Den ligger i provinsen Manitoba, i den sydöstra delen av landet, 1 700 km nordväst om huvudstaden Ottawa. Knee Lake Airport ligger 191 meter över havet.
Terrängen runt Knee Lake Airport är platt. Trakten runt Knee Lake Airport är nära nog obefolkad, med mindre än två invånare per kvadratkilometer.. Det finns inga samhällen i närheten. 